# Lista över avsnitt av Mock the Week
Det här är en lista över Mock the Week-avsnitt. Serien hade premiär 5 juni 2005 i BBC Two.
Denna lista är ordnad efter varje avsnitts ursprungliga sändningsdatum.

## Lista
-- Vinnare: Hugh Dennis och Frankie Boyle / Hugh Dennis
     -- Vinnare: Rory Bremner / Andy Parsons / Andy Parsons och Russell Howard
     -- Avsnittet slutade lika

### Säsong 1
| Nr    | Sändes först | Hugh och Frankies gäst | Rorys gäster                 |
| ----- | ------------ | ---------------------- | ---------------------------- |
| 01x01 | 5 juni 2005  | Linda Smith            | John Oliver och Jeremy Hardy |
| 01x02 | 12 juni 2005 | Jo Brand               | Andy Parsons och Mark Steel  |
| 01x03 | 19 juni 2005 | Jo Brand               | John Oliver och Al Murray    |
| 01x04 | 26 juni 2005 | David Mitchell         | Andy Parsons och Linda Smith |
| 01x05 | 3 juli 2005  | John Oliver            | David Mitchell och Jo Brand  |
| 01x06 | 10 juli 2005 | Bästa av säsong 1      | Bästa av säsong 1            |

### Säsong 2
| Nr    | Sändes först     | Hugh och Frankies gäst | Rorys gäster                                 |
| ----- | ---------------- | ---------------------- | -------------------------------------------- |
| 02x01 | 20 januari 2006  | Jo Brand               | Andy Parsons och John Oliver                 |
| 02x02 | 27 januari 2006  | Gina Yahere            | John Oliver och Al Murray                    |
| 02x03 | 3 februari 2006  | Gina Yahere            | Andy Parsons och Sue Perkins                 |
| 02x04 | 10 februari 2006 | Sandi Toksvig          | Andy Parsons, David Mitchell och John Oliver |
| 02x05 | 17 februari 2006 | Gina Yahere            | Andy Parsons och Greg Proops                 |
| 02x06 | 24 februari 2006 | Jo Brand               | Jeremy Hardy och John Oliver                 |
| 02x07 | 2 mars 2006      | Bästa av säsong 2      | Bästa av säsong 2                            |

### Säsong 3
| Nr    | Sändes först      | Hugh och Frankies gäst | Andys gäster                      |
| ----- | ----------------- | ---------------------- | --------------------------------- |
| 03x01 | 14 september 2006 | Gina Yashere           | Clive Anderson och Russell Howard |
| 03x02 | 21 september 2006 | Ed Byrne               | Jo Brand och Robin Ince           |
| 03x03 | 28 september 2006 | Mark Watson            | Jon Culshaw och Russell Howard    |
| 03x04 | 5 oktober 2006    | Mark Watson            | Ian Stone och Jon Culshaw         |
| 02x05 | 12 oktober 2006   | Gina Yashere           | Ed Byrne och Russell Howard       |
| 03x06 | 19 oktober 2006   | Adam Hills             | Mark Steel och Russell Howard     |
| 03x07 | 26 oktober 2006   | Bästa av säsong 3      | Bästa av säsong 3                 |

### Säsong 4
| Nr    | Sändes först     | Hugh och Frankies gäst | Andy och Russells gäst |
| ----- | ---------------- | ---------------------- | ---------------------- |
| 04x01 | 11 januari 2007  | Mark Watson            | David Mitchell         |
| 04x02 | 18 januari 2007  | Ian Stone              | Mark Watson            |
| 04x03 | 25 januari 2007  | Shappi Khorsandi       | Fred MacAulay          |
| 04x04 | 1 februari 2007  | Gina Yashere           | Ed Byrne               |
| 04x05 | 8 februari 2007  | Rhod Gilbert           | Jo Caulfield           |
| 04x06 | 15 februari 2007 | Bästa av säsong 4      | Bästa av säsong 4      |

### Säsong 5
| Nr    | Sändes först      | Hugh och Frankies gäst | Andy och Russells gäst |
| ----- | ----------------- | ---------------------- | ---------------------- |
| 05x01 | 12 juli 2007      | Michael McIntyre       | Jan Ravens             |
| 05x02 | 19 juli 2007      | Mark Watson            | Jo Caulfield           |
| 05x03 | 26 juli 2007      | Rhod Gilbert           | Lauren Laverne         |
| 05x04 | 2 augusti 2007    | Adam Hills             | Jo Caulfield           |
| 05x05 | 9 augusti 2007    | Jimmy Tingle           | David Mitchell         |
| 05x06 | 16 augusti 2007   | Ben Norris             | Ed Byrne               |
| 05x07 | 23 augusti 2007   | Fiona Allen            | David Mitchell         |
| 05x08 | 30 augusti 2007   | Alun Cochrane          | Ed Byrne               |
| 05x09 | 6 september 2007  | Mark Watson            | Jo Caulfield           |
| 05x10 | 13 september 2007 | Ed Byrne               | Gina Yashere           |
| 05x11 | 20 september 2007 | Michael McIntyre       | Ben Norris             |
| 05x12 | 27 september 2007 | Bästa av säsong 5      | Bästa av säsong 5      |

### Säsong 6
| Nr    | Sändes först      | Hugh och Frankies gäst | Andy och Russells gäst |
| ----- | ----------------- | ---------------------- | ---------------------- |
| 06x01 | 10 juli 2008      | Michael McIntyre       | Lucy Porter            |
| 06x02 | 17 juli 2008      | Stephen K. Amos        | Ed Byrne               |
| 06x03 | 24 juli 2008      | Greg Davies            | Danielle Ward          |
| 06x04 | 31 juli 2008      | Michael McIntyre       | Mark Watson            |
| 06x05 | 7 augusti 2008    | Ed Byrne               | Zoe Lyons              |
| 06x06 | 14 augusti 2008   | Adam Hills             | David Mitchell         |
| 06x07 | 21 augusti 2008   | Lucy Porter            | David Mitchell         |
| 06x08 | 28 augusti 2008   | Greg Proops            | Fred MacAulay          |
| 06x09 | 4 september 2008  | Michael McIntyre       | Lauren Laverne         |
| 06x10 | 11 september 2008 | Stewart Francis        | Ed Byrne               |
| 06x11 | 18 september 2008 | Adam Bloom             | Gina Yashere           |
| 06x12 | 25 september 2008 | Bästa av säsong 6      | Bästa av säsong 6      |
| 06x13 | 23 december 2008  | Juldagen               | Juldagen               |

### Säsong 7
| Nr    | Sändes först      | Hugh och Frankies gäst          | Andy och Russells gäst   |
| ----- | ----------------- | ------------------------------- | ------------------------ |
| 07x01 | 9 juli 2009       | Gina Yashere                    | Frank Skinner            |
| 07x02 | 16 juli 2009      | Tom Stade                       | Rhod Gilbert             |
| 07x03 | 23 juli 2009      | Greg Davies                     | Lucy Porter              |
| 07x04 | 30 juli 2009      | Adam Hills                      | Alun Cochrane            |
| 07x05 | 6 augusti 2009    | Stewart Francis                 | Zoe Lyons                |
| 07x06 | 13 augusti 2009   | Stewart Francis                 | Ed Byrne                 |
| 07x07 | 20 augusti 2009   | Bästa av säsong 7 (#1-6)        | Bästa av säsong 7 (#1-6) |
| 07x08 | 27 augusti 2009   | Seann Walsh                     | Fred MacAulay            |
| 07x09 | 3 september 2009  | Stewart Francis                 | Holly Walsh              |
| 07x10 | 10 september 2009 | Jack Whitehall                  | Ed Byrne                 |
| 07x11 | 17 september 2009 | Sarah Millican                  | David Mitchell           |
| 07x12 | 24 september 2009 | Milton Jones och David Mitchell | Ben Norris               |
| 07x13 | 22 december 2009  | Juldagen                        | Juldagen                 |

### Säsong 8
| Nr    | Sändes först     | Hughs gäster                       | Andy och Russells gäst |
| ----- | ---------------- | ---------------------------------- | ---------------------- |
| 08x01 | 21 januari 2010  | Milton Jones och Patrick Kielty    | Mark Watson            |
| 08x02 | 28 januari 2010  | Sarah Millican och Chris Addison   | John Bishop            |
| 08x03 | 4 februari 2010  | Stewart Francis och Andrew Maxwell | Andi Osho              |
| 08x04 | 11 februari 2010 | Milton Jones och Jack Whitehall    | Holly Walsh            |
| 08x05 | 18 februari 2010 | Kevin Bridges och Chris Addison    | Ed Byrne               |
| 08x06 | 25 februari 2010 | Bästa av säsong 8                  | Bästa av säsong 8      |

### Säsong 9
| Nr    | Sändes först      | Hughs gäster                      | Andys gäster                        |
| ----- | ----------------- | --------------------------------- | ----------------------------------- |
| 09x01 | 17 juni 2010      | Milton Jones och Chris Addison    | Diane Morgan och Russell Howard     |
| 09x02 | 24 juni 2010      | Jack Whitehall och Nik Rabinowitz | Jarred Christmas och Russell Howard |
| 09x03 | 1 juli 2010       | Chris Addison och Micky Flanagan  | Ed Byrne och Russell Howard         |
| 09x04 | 15 juli 2010      | Milton Jones och Seann Walsh      | Zoe Lyons och Russell Howard        |
| 09x05 | 22 juli 2010      | Stewart Francis och Andi Osho     | Ed Byrne och Russell Howard         |
| 09x06 | 19 juli 2010      | Bäst av säsong 9 (#1-5)           | Bäst av säsong 9 (#1-5)             |
| 09x07 | 9 september 2010  | Chris Addison och Milton Jones    | Andi Osho och Russell Howard        |
| 09x08 | 16 september 2010 | Stewart Francis och Miles Jupp    | Ed Byrne och Micky Flanagan         |
| 09x09 | 23 september 2010 | Milton Jones och Russell Kane     | Kevin Bridges och Patrick Kielty    |
| 09x10 | 30 september 2010 | Chris Addison och Carl Donnelly   | Andi Osho och Jack Whitehall        |
| 09x11 | 7 oktober 2010    | Chris Addison och Jack Whitehall  | Ed Byrne och Miles Jupp             |
| 09x12 | 14 oktober 2010   | Bäst av säsong 9                  | Bäst av säsong 9                    |
| 09x12 | 21 december 2010  | Juldagen                          | Juldagen                            |

### Säsong 10
| Nr    | Sändes först | Hughs gäster                      | Andys gäster                 |
| ----- | ------------ | --------------------------------- | ---------------------------- |
| 10x01 | 9 juni 2011  | Chris Addison och Milton Jones    | Greg Davies och Seann Walsh  |
| 10x02 | 16 juni 2011 | Chris Addison och Diane Morgan    | Ed Byrne och Micky Flanagan  |
| 10x03 | 23 juni 2011 | Chris Addison och Stewart Francis | Ava Vidal och Seann Walsh    |
| 10x04 | 30 juni 2011 | Alun Cochrane och Milton Jones    | Micky Flanagan och Zoe Lyons |
| 10x05 | 2011         | —                                 | —                            |
| 10x06 | 2011         | Bäst av säsong 10 (#1-5)          | Bäst av säsong 10 (#1-5)     |
| 10x07 | 2011         | —                                 | —                            |
| 10x08 | 2011         | —                                 | —                            |
| 10x09 | 2011         | —                                 | —                            |
| 10x10 | 2011         | —                                 | —                            |
| 10x11 | 2011         | —                                 | —                            |
| 10x12 | 2011         | —                                 | —                            |

## Poäng
| Hugh och Frankie | Hugh | Rory | Andy och Russell |
| Säsonger vunna   |      |      |                  |
| 4                | 4    | 4    | 4                |
| 4                | 0    | 0    | 4                |
| Avsnitt vunna    |      |      |                  |
| 41               | 41   | 32   | 32               |
| 33               | 8    | 3    | 29               |

### Fotnoter
1. ↑  ”Mock the Week” (på engelska). TV.Com. Arkiverad från originalet den 25 oktober 2016. https://web.archive.org/web/20161025055657/http://www.tv.com/shows/mock-the-week/. Läst 26 januari 2017.
2. ↑  Nej Rory Bremner
3. ↑  Frankie Boyle var sjuk